# Lurhany
Gilson Miguel (Luanda, 26 de Julho de 1997) mais conhecido por Lurhany é um rapper, cantor e compositor angolano. Ficou conhecido com o single "Ninguém Me Pega", lançado em 2016. É considerado como novo talento do rap/trap angolano.
| ErickSon19           | ErickSon19                     |
| Informação geral     | Informação geral               |
| -------------------- | ------------------------------ |
| Nome completo        | Gilson Miguel                  |
| Nascimento           | 26 de julho de 1997 (24 anos)  |
| Local de nascimento  | Luanda                         |
| Origem               | Angola                         |
| Gênero(s)            | - Hip hop - trap - rap         |
| Ocupação(ões)        | - Rapper - cantor - compositor |
| Período em atividade | 2012–presente                  |
| Gravadora(s)         | BangerBoyz                     |